# Паола (Мальта)
Паола (Мальта) (Raħal Ġdid) — що означає «Нове місто») — місто в Південно-Східному регіоні Мальти, населення якого становить 7 864 людини (березень 2014 р.).

## Історія
Паола була заснована Мальтійським орденом у 1626 році, але у межах місцевості було знайдено кілька мегалітичних решток.
Антуан де Поль був призначений великим магістром ордена Святого Іоанна 10 березня 1623 року, коли йому виповнився 71 рік. 20 липня 1626 року, щоб тут поселилась більша кількість населення, він створив нове місто на пагорбі, відоме як «Таль-Гериєн» (буквально: печери) яке було названо «Casal Nuovo» (що означає: нове місто). Пізніше місто було названо Casal Paola", щоб носити прізвище Великого Майстра. Для заохочення міграції в Паолу, Пауль відшкодував борги сімей, які переїхали туди. У 1750 році містечко ще не мало власної парафії. Паола була майже покинута через місцеву хворобу, але стала все більш придатним для життя після втручання капітана Ганна в 1839 році.
На сьогоднішній день місто все згадується під цим ім'ям. Спочатку герб міста складався з білого та червоного восьмикутного хреста, який контрастував на білому та червоному тлі. Під час Військового ордена місто стало духовним спадкоємцем сусіднього міста Тарксьєн і все ще залежало від військової тактики від начальника армії Зейтун. Під час свого правління Де Пауль побудував церкву, присвячена святому Убальдеську, і ця церква була першою парафіяльною церквою міста.

## Визначні пам'ятки
До визначних пам'яток Паоли відноситься до Всесвітньої спадщини ЮНЕСКО підземний храм-Гекатей Хал-Сафліені і кафедральний собор XVII століття.
Є дві парафіяльні церкви, одна присвячена Христу Цареві, а друга — Богоматері Лурдській. Свято Христа Царя відзначається у четверту неділю липня, а Богоматері Люрдової — у першу неділю після 17 серпня. Паола славиться великою парафіяльною церквою, найбільшою церквою на Мальтійських островах Мечеть Маріам Аль-Батул, єдина мечеть на Мальті, а також Ісламський культурний центр знаходяться в Паолі. У цьому місті також є найбільші могильники, кладовище Аддолората. Місто є комерційним центром в районі Південної гавані Мальти, приблизно за 5 км від столиці Валлетти.

### Парафіяльна церква
Папа Урбан VIII видав дозвіл на будівництво цієї церкви в 31 липня 1629 р. Виписка з цього Дозволу свідчить так: "ми надаємо повноваження, що в згаданому місті в місці його уподобання, якщо це зручно і справедливо, церква може бути збудована на честь вищезгаданого святого ". 12 листопада 1629 року рада ордена Святого Іоанна вирішила виконати те, що написано у Дозволі. Закладення першого фундаментального каменю церкви відбулося в неділю, 25 серпня 1630 р.. У святі закладення церкви брав участь сам Великий Майстер де Поль.
"У день неділі, 25-го числа місяця серпня 1630 року, що є святом царя святого Людовико, Найсвятішого і Найпочитанішого Великого Майстра Фра Антуана де Поля, поїхали до міста, яке протягом останніх чотирьох років носить ім'я його роду, і його супроводжували численні Преподобні Гран Кручі, а також численні брати з нашого ордену і перед натовпом людей він поклав перший камінь церкви, яка мала бути збудована на благодать Божу і Пресвяту Богородицю Убалдеську, сестру нашої релігії, з дозволу Преосвященного Преосвященства церкви Фра Сальватура Імброула, яку прикрашали папський одяг і згідно з обрядами Священної Римської Церкви. Це було зроблено з аполостичним авторитетом, наданим Прекрасною Його Святістю від Санта-Марія-Маджоре в Римі, 3 липня 1629 р., яка була написана в публічному акті нотаріуса Лоренцо Грима. " Церква була розбудована в 1900 році для розміщення зростаючого населення Паоли. Вона стала парафією у 1910 році, коли вона була присвячена Найсвятішому Серцю Ісусу. Нову і більшу церкву, присвячену Христу Королю, врешті-решт збудували на заміну на площі Антуана де Поля, головній площі міста. Відтоді церква зазнала реставрації, а її інтер'єр прикрашений золотою гільдією та нішею, що тримає титульну статую парафії Христа Царя.

### Футбольний клуб
Досить популярний на Мальті місцевий футбольний клуб Хіберніанс Паола, один з провідних в країні. «Хіберніенс Паола» є 15-кратним чемпіоном Мальти. Побудований тут клубний стадіон «Хіберніанс футбол граунд» вміщує до 8 тисяч уболівальників і відповідно другий за величиною на Мальті.

## Персоналії
- Іммануель Міфсуд — мальтійський поет.

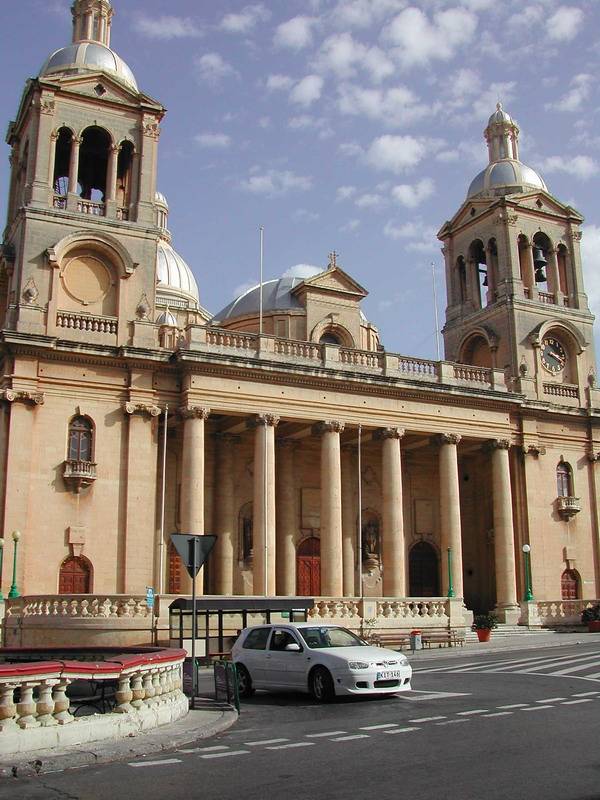
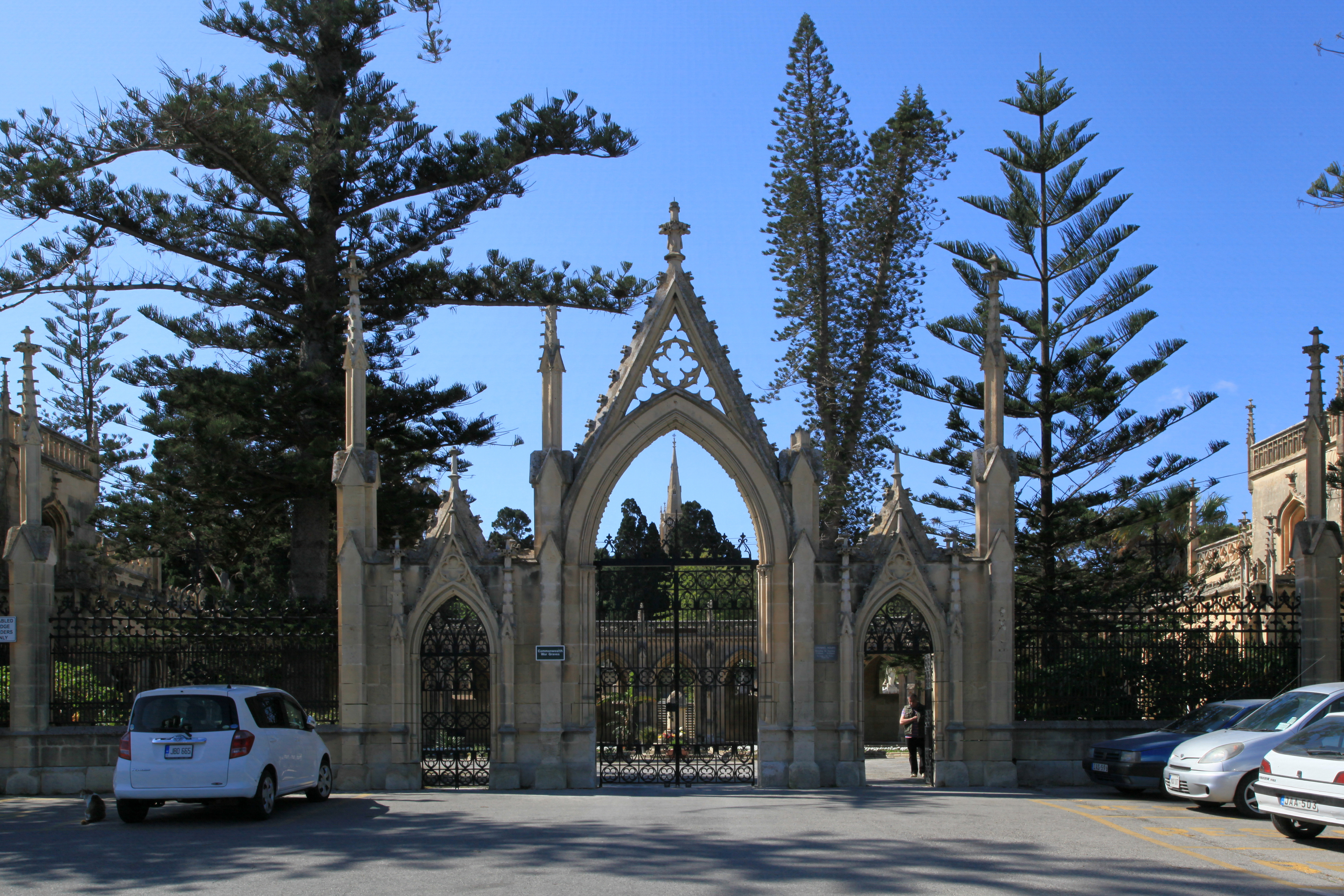
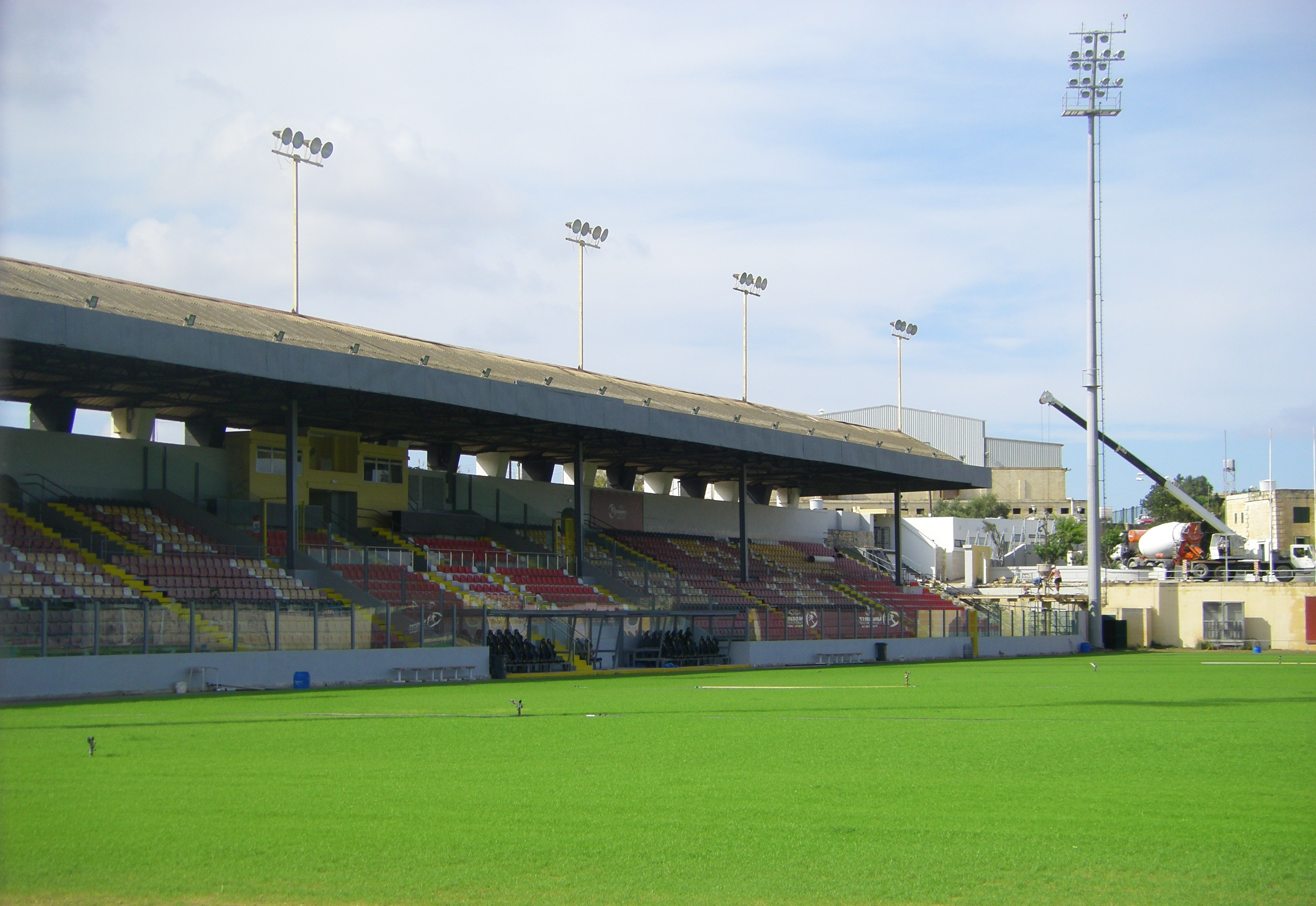